# San Savino (Umbrien)
San Savino ist ein Ortsteil (Fraktion, italienisch frazione) von Magione in der Provinz Perugia, Region Umbrien in Italien.

## Geografie
Der Ort liegt 4 km südwestlich des Hauptortes Magione und 16 km westlich der Provinz- und Regionalhauptstadt Perugia an einer Anhöhe am südöstlichen Teil des Lago Trasimeno. Der Ort liegt bei 314 m s.l.m. und hatte 2001 604 Einwohner. Im Nordwesten grenzt der Ort an San Feliciano (ca. 2 km) und 4 km südwestlich liegt Sant’Arcangelo (beide Orte sind Fraktionen von Magione).

## Geschichte
Ausgrabungen ergaben, das der Ort schon in der Mittleren- und Späten Bronzezeit besiedelt war und als Cignano bezeichnet wurde. Die Namensänderung zu San Savino fand im 11. Jahrhundert statt, als der Ort nach der alten, 1029/1031 erwähnten Pieve des San Savino bezeichnet wurde, die am Fuße des heutigen Ortes Richtung See lag. 1282 hatte der Ort ca. 70 Einwohner, 1410 ca. 180 Einwohner und 1495 ca. 350 Einwohner.

## Sehenswürdigkeiten

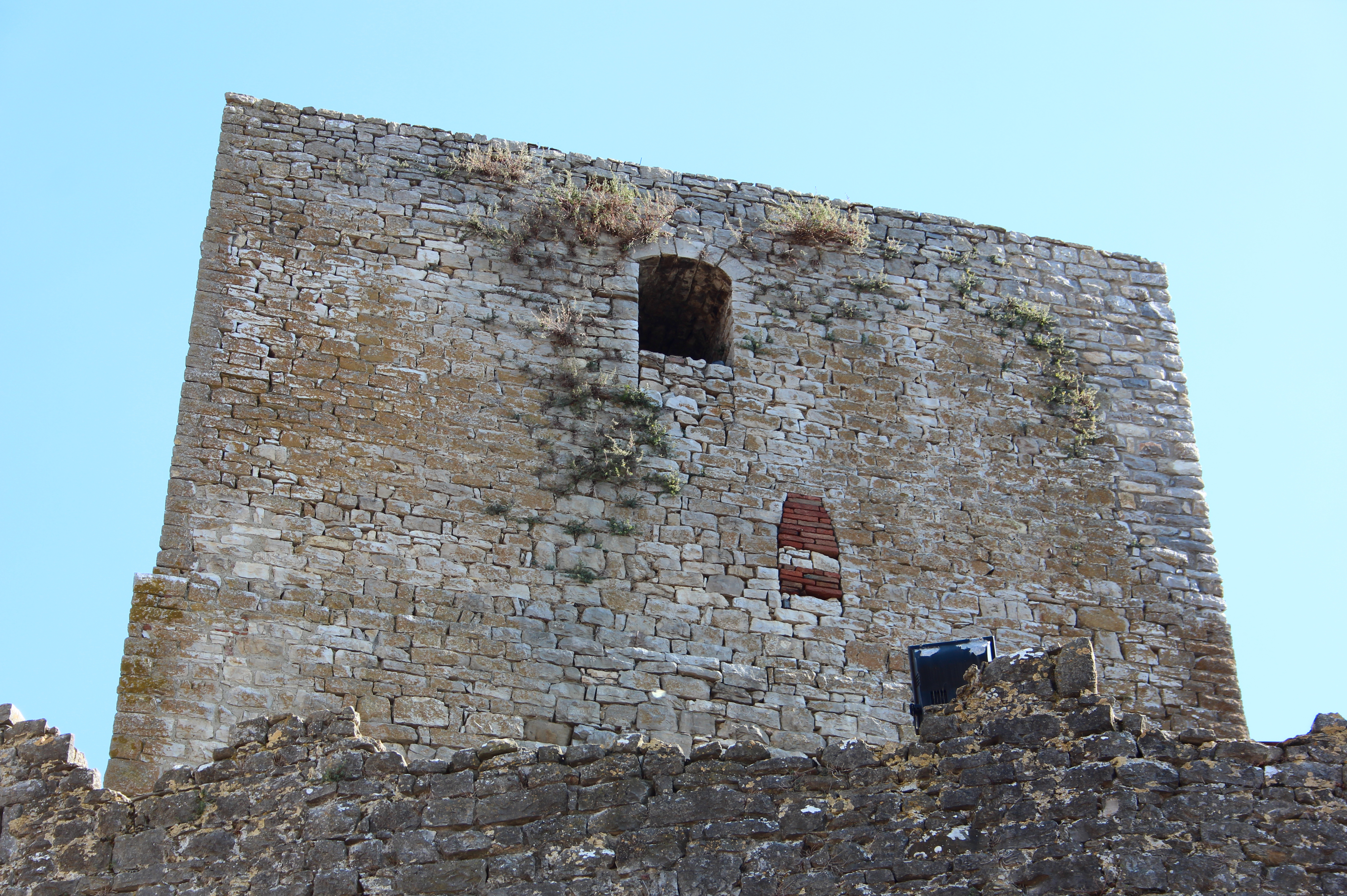
Der Mastio (Hauptturm) der Burg San Savino

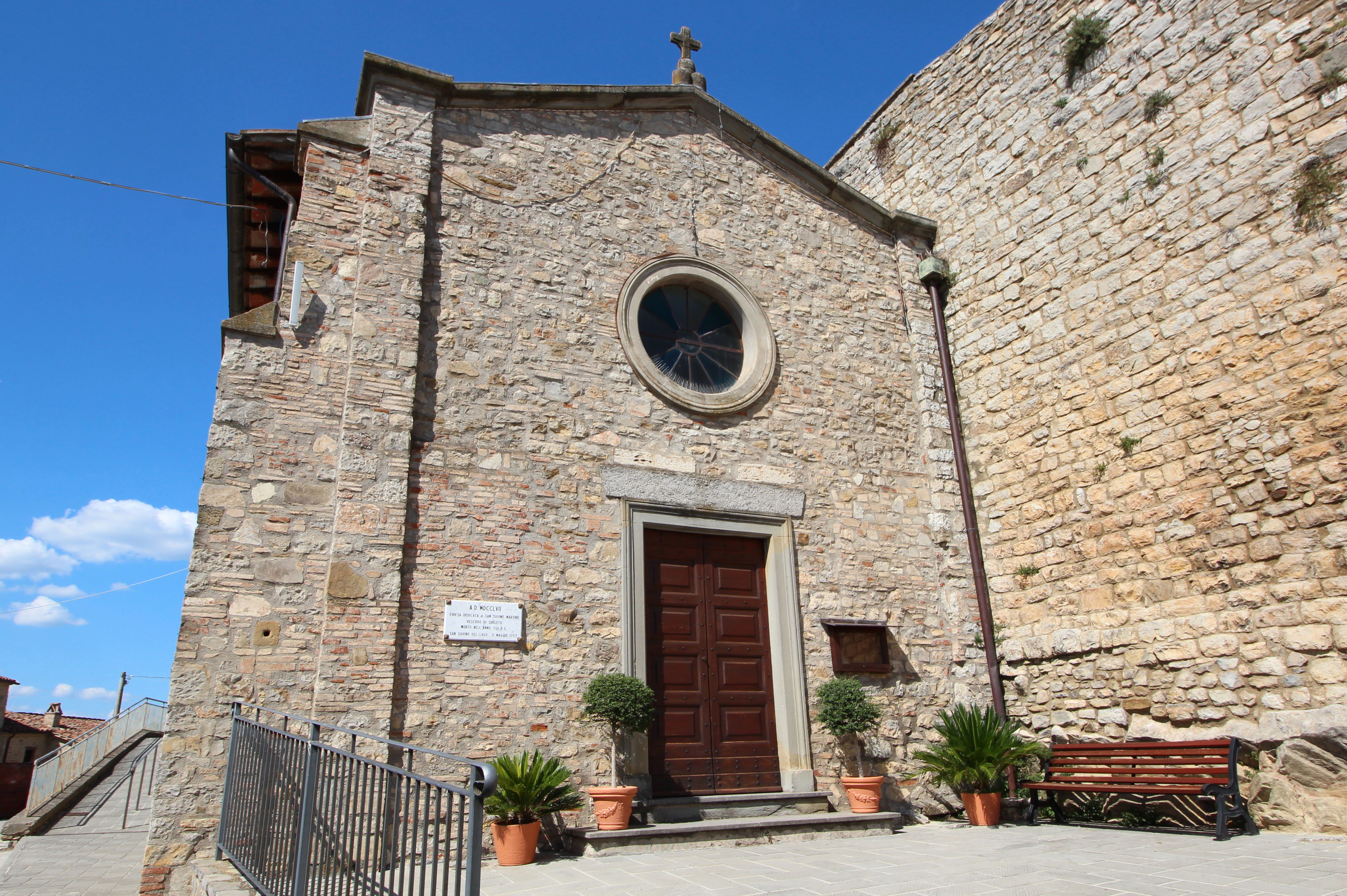
Die dem San Savino geweihte Kirche in San Savino

- Castello di San Savino, Burg mit dreieckigem Bergfried[1] im Ortskern, die um 1180 fertiggestellt wurde[5], kurz darauf zerstört und ab 1310 auf Willen der Regierung in Perugia wieder aufgebaut wurde.[4]
- San Savino, Kirche im Ortskern. Entstand zunächst als Oratorio della Confraternita di Santa Maria Maddalena und erhielt den heutigen Namen sowie den Titel der Parochialkirche am 8. Mai 1747 von Francesco Riccardo Ferniani, dem Bischof von Perugia.[3] 1757 wurde die Kirche restauriert, verändert und neu geweiht. Der Glockenturm stammt ebenfalls aus dem 18. Jahrhundert. Weitere Restaurierungen fanden von 1930 bis 1935 und 1960 statt.[6]

## Verkehr
- Die nächstgelegene Anschlussstelle an den Fernverkehr liegt im Hauptort Magione, ca. 5 km nördlich. Hier besteht ein Anschluss an den Raccordo autostradale 6.
- Der nächstgelegene Bahnhof liegt ebenfalls in Magione, ca. 4 km entfernt. Er liegt an der Bahnstrecke Terontola-Foligno.
- Von San Feliciano aus (ca. 2 km) gibt es Fährverbindungen zur Insel Isola Polvese.